# Danielle Carter (calciatrice)
Danielle Carter-Loblack (18 maggio 1993) è una calciatrice britannica, attaccante del London City Lionesses.

## Palmarès

### Club

#### Competizioni nazionali
- Campionato inglese: 3

Arsenal: 2011, 2012, 2018-2019
- FA Women's Premier League National Division: 1

Arsenal: 2009-2010
- FA Women's Cup: 4

Arsenal: 2010-2011, 2012-2013, 2013-2014, 2015-2016
- FA Women's Super League Cup: 4

Arsenal: 2011, 2012, 2013, 2015

### Individuali
- FA WSL PFA Team of the Year: 2

2013-2014, 2015-2016